# Chambourcy
Chambourcy és un municipi francès, situat al departament d'Yvelines i a la regió de Illa de França. L'any 2007 tenia 5.844 habitants.
Forma part del cantó de Saint-Germain-en-Laye, del districte de Saint-Germain-en-Laye i de la Comunitat d'aglomeració Saint Germain Boucles de Seine.

## Demografia

### Població
El 2007 la població de fet de Chambourcy era de 5.844 persones. Hi havia 2.211 famílies, de les quals 561 eren unipersonals (226 homes vivint sols i 335 dones vivint soles), 641 parelles sense fills, 848 parelles amb fills i 161 famílies monoparentals amb fills.
La població ha evolucionat segons el següent gràfic:
Habitants censats

### Habitatges
El 2007 hi havia 2.404 habitatges, 2.252 eren l'habitatge principal de la família, 21 eren segones residències i 131 estaven desocupats. 920 eren cases i 1.468 eren apartaments. Dels 2.252 habitatges principals, 1.410 estaven ocupats pels seus propietaris, 778 estaven llogats i ocupats pels llogaters i 63 estaven cedits a títol gratuït; 107 tenien una cambra, 153 en tenien dues, 522 en tenien tres, 527 en tenien quatre i 943 en tenien cinc o més. 1.825 habitatges disposaven pel capbaix d'una plaça de pàrquing. A 1.090 habitatges hi havia un automòbil i a 990 n'hi havia dos o més.

### Piràmide de població
La piràmide de població per edats i sexe el 2009 era:
| Homes | Edats   | Dones |
| ----- | ------- | ----- |
| 4     | 95 o +  | 12    |
| 4     | 90 a 94 | 48    |
| 24    | 85 a 89 | 36    |
| 20    | 80 a 84 | 28    |
| 68    | 75 a 79 | 72    |
| 68    | 70 a 74 | 120   |
| 124   | 65 a 69 | 124   |
| 148   | 60 a 64 | 140   |
| 136   | 55 a 59 | 172   |
| 212   | 50 a 54 | 276   |
| 188   | 45 a 49 | 168   |
| 200   | 40 a 44 | 228   |
| 148   | 35 a 39 | 136   |
| 152   | 30 a 34 | 160   |
| 152   | 25 a 29 | 116   |
| 140   | 20 a 24 | 156   |
| 212   | 15 a 19 | 156   |
| 176   | 10 a 14 | 196   |
| 140   | 5 a 9   | 204   |
| 112   | 0 a 4   | 100   |

## Economia
El 2007 la població en edat de treballar era de 3.689 persones, 2.672 eren actives i 1.017 eren inactives. De les 2.672 persones actives 2.498 estaven ocupades (1.352 homes i 1.146 dones) i 175 estaven aturades (73 homes i 102 dones). De les 1.017 persones inactives 229 estaven jubilades, 414 estaven estudiant i 374 estaven classificades com a «altres inactius».

### Ingressos
El 2009 a Chambourcy hi havia 2.268 unitats fiscals que integraven 5.847,5 persones, la mediana anual d'ingressos fiscals per persona era de 30.507 €.

### Activitats econòmiques
Dels 371 establiments que hi havia el 2007, 1 era d'una empresa alimentària, 7 d'empreses de fabricació d'altres productes industrials, 25 d'empreses de construcció, 112 d'empreses de comerç i reparació d'automòbils, 11 d'empreses de transport, 18 d'empreses d'hostatgeria i restauració, 7 d'empreses d'informació i comunicació, 25 d'empreses financeres, 28 d'empreses immobiliàries, 80 d'empreses de serveis, 33 d'entitats de l'administració pública i 24 d'empreses classificades com a «altres activitats de serveis».
Dels 72 establiments de servei als particulars que hi havia el 2009, 1 era una oficina de correu, 3 oficines bancàries, 1 funerària, 13 tallers de reparació d'automòbils i de material agrícola, 1 taller d'inspecció tècnica de vehicles, 1 autoescola, 4 paletes, 7 guixaires pintors, 6 fusteries, 3 lampisteries, 1 electricista, 1 empresa de construcció, 8 perruqueries, 1 veterinari, 11 restaurants, 8 agències immobiliàries, 1 tintoreria i 1 saló de bellesa.
Dels 42 establiments comercials que hi havia el 2009, 1 era, 2 supermercats, 3 grans superfícies de material de bricolatge, 2 fleques, 1 una fleca, 1 una carnisseria, 6 botigues de roba, 1 una botiga de roba, 2 sabateries, 2 botigues d'electrodomèstics, 4 botigues de mobles, 4 botigues de material esportiu, 3 botigues de material de revestiment de parets i terra, 2 drogueries, 1 un drogueria, 2 joieries i 5 floristeries.
L'any 2000 a Chambourcy hi havia 12 explotacions agrícoles que ocupaven un total de 200 hectàrees.

## Equipaments sanitaris i escolars
Els 2 equipaments sanitaris que hi havia el 2009 eren farmàcies.
El 2009 hi havia 1 escola maternal i 1 escola elemental. Chambourcy disposava d'un col·legi d'educació secundària amb 492 alumnes.

## Poblacions més properes
El següent diagrama mostra les poblacions més properes.